# Эберхард II (епископ Констанца)
Эберхард II фон Вальдбург (нем. Eberhard II. von Waldburg, †1274) — епископ Констанца в период с 1248 по 1274 годы.
Эберхард фон Вальдбург происходил из дворянского рода фон Вальдбург, занимавших пост наследственных сенешалей Вельфов и Штауфенов. Его родителями были Эберхард фон Вальдбург-Танне и его первая жена Адельгейда.
В должности констанцского епископа он наследовал своему дяде Генриху фон Танне, и с 1262 года был советником и опекуном малолетнего Конрадина, последнего из Штауфенов.
Как имперский князь Эберхард фон Вальдбург был вовлечён во множество региональных конфликтов, в первую очередь, с городским самоуправлением Констанца, что привело в 1251 году к строительству замка Готтлибен (конфликт был, в основном, завершён в 1255 году упразднением статутов городского совета), и с аббатом санкт-галленского монастыря Бертольдом фон Фалькенштайном. Из-за ряда территориальных претензий сложные отношения сложились у него также с Хартманом IV Кибургским и (тогда ещё) графом Рудольфом фон Габсбургом.
С другой стороны, ему удалось в 1251 году восстановить мир в Цюрихе, нарушенный борьбой за власть в Германии и смертью Фридриха II, и в 1267 году способствовать прекращению вражды между Цюрихом и Рудольфом Габсбургским. К заслугам епископа Эберхарда, безусловно, следует отнести его успешные усилия увеличить площадь констанцского княжества-епископства путём приобретения города Бишофсцелль (главного форпоста против Санкт-Галлена), а также владений Нойнкирх (1260) — у баронов фон Кренкинген, Клингнау (1269) — у Вальтера фон Клингена, и Цурцаха (1279) — у аббатства Райхенау.
Незадолго перед своей смертью епископ Эберхард примкнул к новоизбранному королю Рудольфу I.